# Grafkelder van de familie Regout
De grafkelder van de familie Regout is een monumentaal familiegraf of mausoleum in de Nederlands-Limburgse plaats Meerssen. Het bouwwerk bestaat uit een bovengrondse grafkapel en een deels ondergrondse grafkelder met 124 grafnissen en 30 urnnissen ten behoeve van de leden van de Maastrichtse fabrikantenfamilie Regout. Het betreft de grootste particuliere grafkelder in Nederland. Het neogotische bouwwerk uit 1869 behoort tot het provinciaal erfgoed in Limburg en is sinds 1997 een rijksmonument.

## Ligging
De grafkapel bevindt zich aan de oostzijde van de Markt in Meerssen, oostelijk van het koor van de 14e-eeuwse Basiliek van het H. Sacrament. De voorgevel van de neogotische grafkapel is naar het westen gericht. De grafkelder bevindt zich rechts en ten zuiden van de kapel; zij gaat schuil achter een mergelstenen muur.
Meerssen is de hoofdplaats van de gemeente Meerssen. Deze gemeente strekte zich tot begin 20e eeuw uit tot aan de bebouwde kom van Maastricht. Zowel de buitenplaatsen van Petrus Regout (kasteel Vaeshartelt, villa Klein Vaeshartelt, La Grande Suisse en La Petite Suisse), als diverse kastelen en villa's van Regouts zonen en dochters (kasteel Meerssenhoven, villa Kruisdonk, villa Kanjel en villa Wyckerveld) lagen aanvankelijk op het grondgebied van de gemeente Meerssen. De streng gelovige, ultramontaanse Petrus Regout woonde de laatste vijftien jaar van zijn leven op Vaeshartelt en behoorde daar tot de Rooms-katholieke parochie van het Heilig Sacrament en de apostel Bartolomeüs in het dorp Meerssen. Het lag dus voor de hand dat hij in de parochie, bij de parochiekerk, de huidige Basiliek van Meerssen, begraven zou worden.

## Geschiedenis

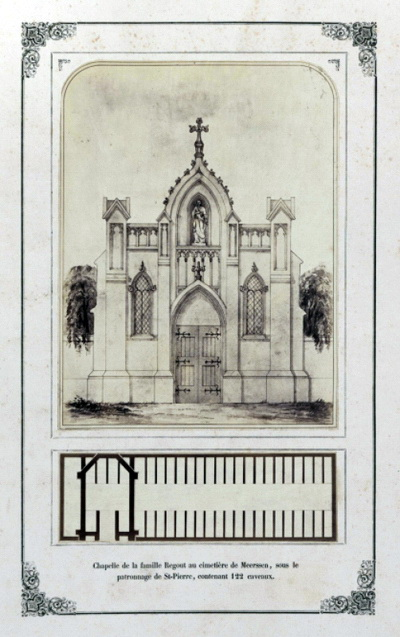
Ontwerptekening in het Album dédie à mes enfants et mes amis (1868)

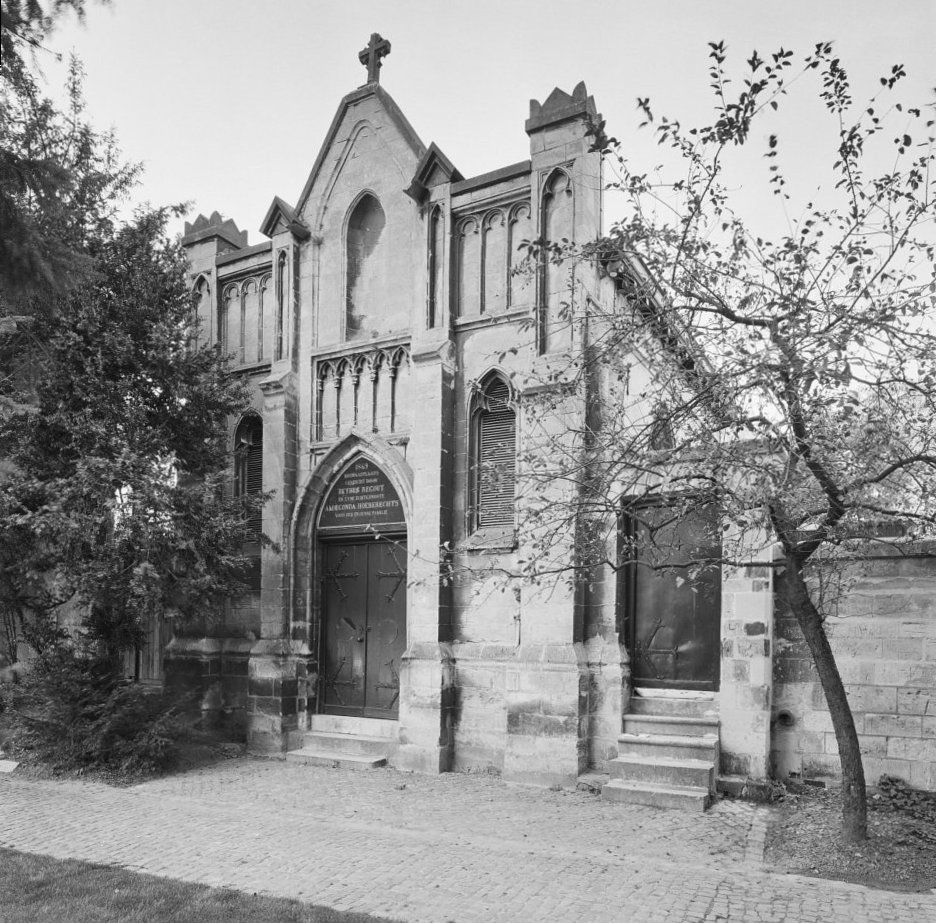
Voorgevel kapel in 1989

De kapel met onderliggende grafkelder werd in 1869 gesticht door Petrus Regout (1801-1878) en zijn vrouw Aldegonda Hoeberechts (1798-1878), en was bedoeld voor hun beiden en hun nakomelingen, zoals te lezen valt op het opschrift boven de entree. Petrus Regout was destijds 68 jaar oud; een jaar later zou hij zich terugtrekken uit het door hem gestichte familiebedrijf Petrus Regout & Co. (later Koninklijke Sphinx), waarna zijn vijf zonen de leiding overnamen. Petrus en zijn vrouw Aldegonda woonden sinds 1863 permanent op het kasteel Vaeshartelt in Meerssen. Petrus was in deze periode van zijn leven intensief bezig met zijn nalatenschap en zijn zielenheil. In 1868 verscheen het Album dédié à mes enfants et mes amis, waarin breed uitgemeten werd wat hij bereikt had. In dit album is een ontwerptekening van de grafkapel afgebeeld. Ook schonk hij omstreeks deze tijd kroonluchters aan verschillende Maastrichtse kerken, sponsorde hij de documentatie van de Maastrichtse kerkschatten en ondersteunde hij de restauratie van onder andere de Sint-Gerlachuskerk in Houthem.
Het is niet bekend wie de grafkapel van de familie Regout te Meerssen heeft ontworpen. Mogelijk was het de Akense architect Wilhelm Wickop, die in deze periode als huisarchitect van Regout optrad. Wickop ontwierp overwegend neoclassicistische of eclectische gebouwen, er zijn geen puur neogotische ontwerpen van hem bekend. Wel ontwierp hij in het centrum van de stad Maastricht de Cité Ouvrière, waarvan de gevel kenmerken van diverse neostijlen vertoont. In de grafkelder bevinden zich de grafnissen op drie hoogten. Het graf van de stichter is gesitueerd ter linkerzijde van de trap (van beneden af gezien). Het graf van zijn vrouw Aldegonda Hoeberechts, die in hetzelfde jaar 1878 stierf, bevindt zich ter rechterzijde van de trap. De spitsboogvorm van de grafnissen van Petrus en Aldegonda wijkt af van de andere graven, die rondbogig zijn. In de nis onder die van Petrus I ligt zijn oudste zoon Petrus II (1828-1897) begraven.
De gevel van de grafkapel wijkt in details iets af van het ontwerp, zoals dat in het familiealbum is weergegeven. Het gebouw is min of meer ongeschonden bewaard gebleven. Alleen de urnenmuur is een moderne toevoeging. Omstreeks 2010 zijn enkele bomen en struiken verwijderd, wildgroei die het zicht op de grafkapel belemmerde. In de nis boven de entree is in 2015 een beeld van Sint-Petrus geplaatst, dat ook op de oorspronkelijke ontwerptekening te zien is. Een recente aanwinst in het kapelinterieur is een groot crucifix, afkomstig uit de Sphinx-fabriek.
Het beheer van het monument is in handen van de in 1869 opgerichte 'Stichting Grafkelder onder de Roomsch-Katholieke commemoratieve Kapel
van Petrus Regout–Hoeberechts', kortweg de Stichting Grafkelder Regout. Volgens de oorspronkelijke statuten moesten de beschikbare graven evenredig verdeeld worden over de vijf 'takken' van de familie, genoemd naar de vijf zonen van Petrus I: Petrus II, Eduard, Eugène, Louis I en Gustave. Tegenwoordig moet men drager zijn van de naam Regout en rechtstreeks afstammen van Petrus en Aldegonda Regout-Hoeberechts, ofwel gehuwd zijn met iemand die aan die voorwaarden voldoet. In 2018 waren 114 van de 124 grafnissen, en 14 van de 30 urnnissen bezet, of gereserveerd.

## Beschrijving

### Exterieur
De grafkapel is een compact bouwwerk op een rechthoekige plattegrond met een driezijdige koorsluiting. Het gebouw van Limburgse mergel wordt gedekt door een zadeldak met zinkplaten. De voorgevel aan de westzijde bestaat uit drie traveeën. Het middendeel daarvan heeft een tuitgevel, bekroond door een kruis en geflankeerd door steunberen. De spitsboogvormige entree heeft een dubbele deur met smeedijzeren beslag. Daarboven bevindt zich het opschrift: 1869 begraafplaats gesticht door Petrus Regout en zyne echtgenoote Aldegonda Hoeberechts voor hen en hunne familie. De gevel is verder in typisch neogotische stijl gedecoreerd met spitsboogvensters (voorzien van ventilatieroosters) en spitsboogfriesen. Het beeld van de apostel Petrus in de nis boven de entree is omstreeks 2017 vervaardigd door de beeldhouwer Ton Mooy.
In de linker en rechter zijgevel bevindt zich telkens een spitsboogvenster met maaswerk van mergelsteen. In het venster in de noordgevel is het familiewapen van de Regouts aangebracht. Aan de zuidzijde van de kapel bevindt zich rechts van het gebouw een mergelmuur met een deur die toegang geeft tot het dak van de deels bovengronds gelegen grafkelder. Het dak is bekleed met mastiek (asfalt) en heeft een drietal ontluchtingskanalen.

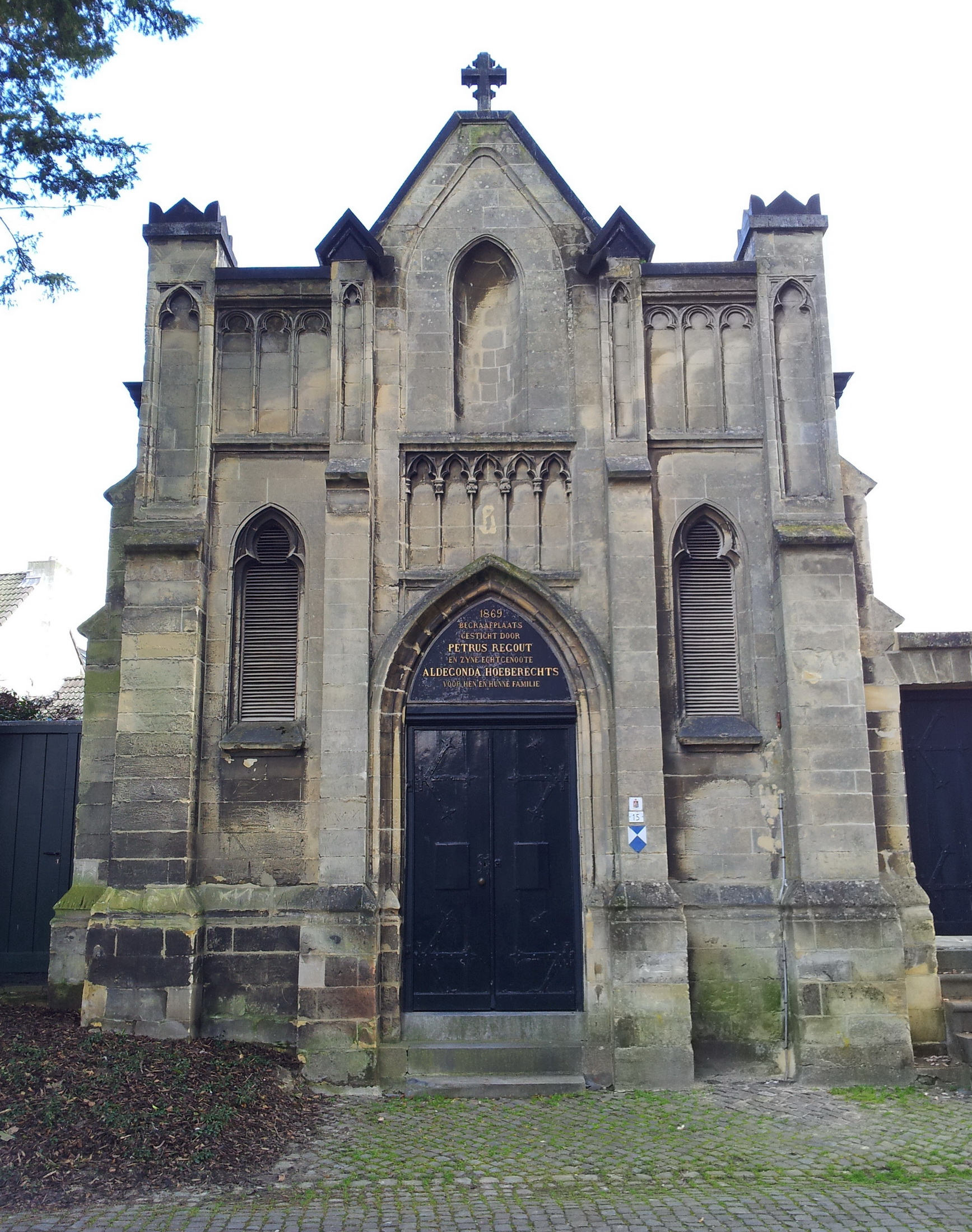
Voorgevel kapel, 2014
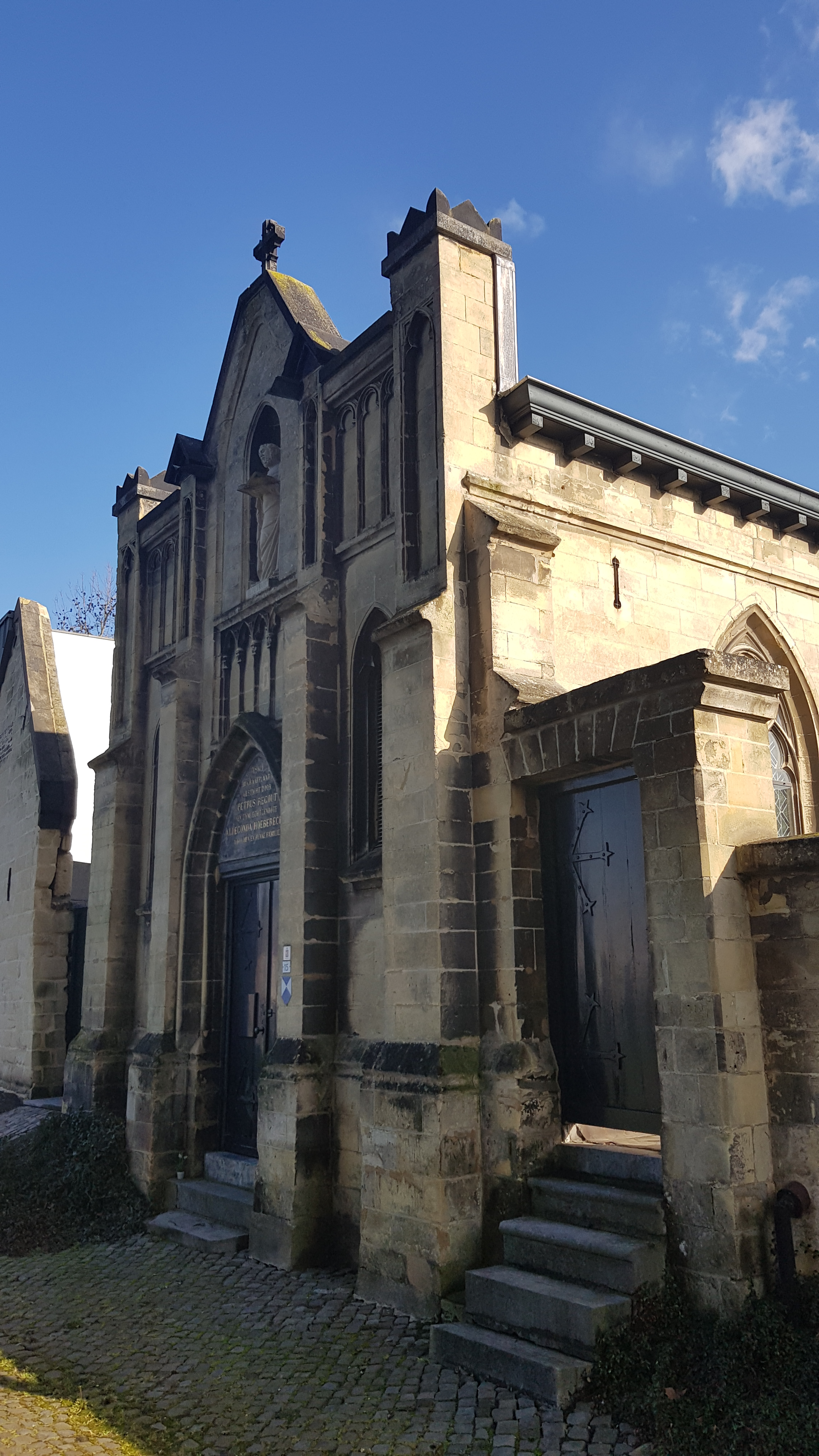
Idem, met Petrusbeeld, 2021
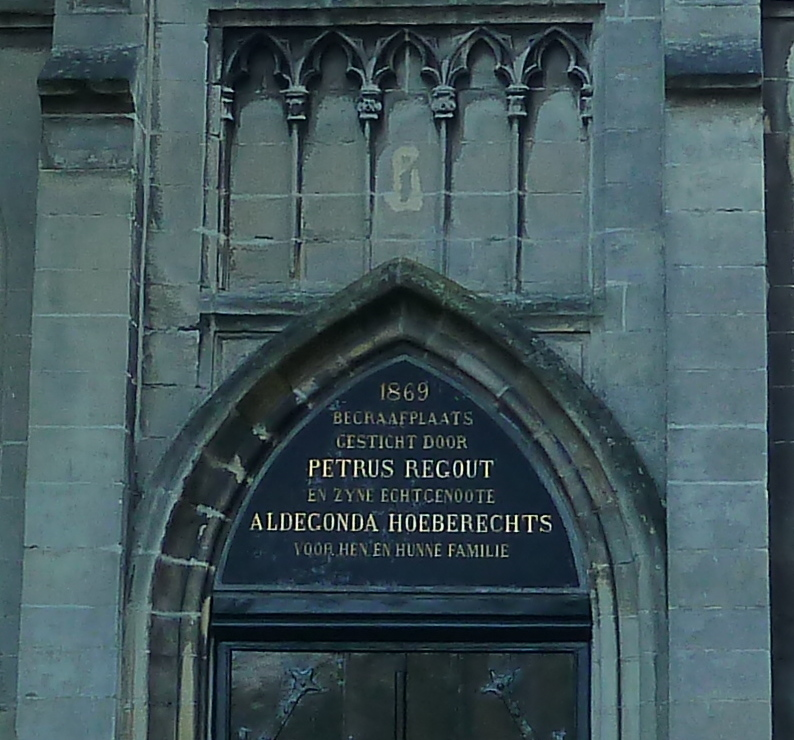
Detail entree met grafschrift
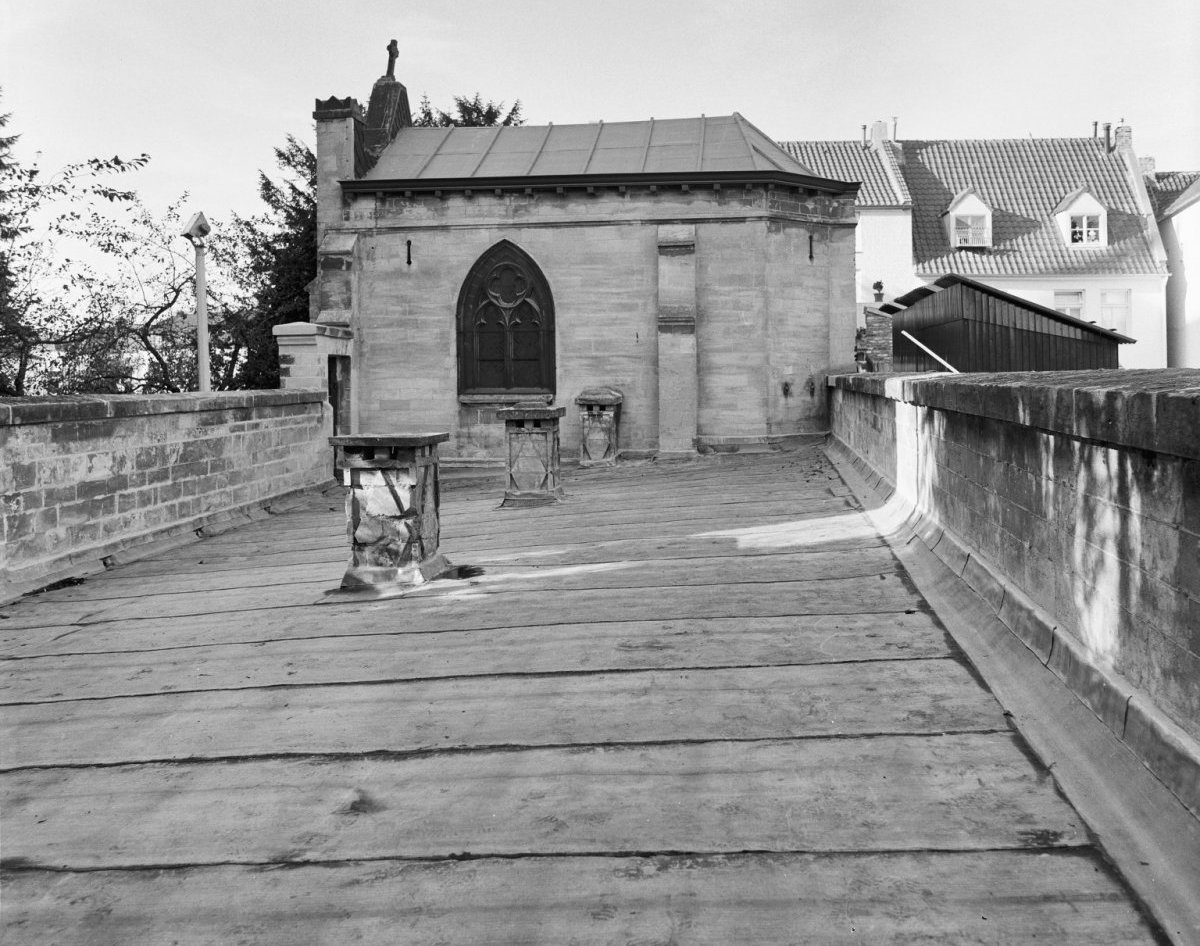
Zuidgevel kapel en dak grafkelder, 1989

### Interieur
Het interieur van de gewelfde grafkapel bevindt zich in authentieke staat. Aan de koorzijde staat een neoclassicistisch houten altaar. Rondom zijn vijf hardstenen platen tegen de apsismuur geplaatst, waarop de namen staan van degenen die in de grafkelder begraven zijn. Sinds 2018 bevindt zich hier tevens een bronzen plaquette ter herinnering aan de in 1942 in Dachau om het leven gekomen jezuïet Robert Regout. Het betreft een kopie van een plaquette die zich sinds 2015 in de Gedenkstätte Dachau bevindt. Een trap met een smeedijzeren balustrade voert van de kapel naar de grafkelder.
In het noordelijk deel van de grafkelder staat een groot houten kruis tegen de muur. In dit deel bevinden zich 19 grafnissen, waaronder de graven van de stichter en zijn echtgenote. Het zuidelijk deel van de grafkelder bestaat uit een lange overwelfde gang met een plavuizen vloer, met aan weerszijden in totaal 105 grafnissen. De in gebruik zijnde nissen zijn afgesloten met een grafsteen. Van de eerste generaties Regout zijn onder anderen Petrus II (1828-1897), Eduard (1829-1878), Gustave (1839-1923), Petrus III (1854-1928), Jules (1855-1932), Alfred (1858-1935), Eugène II (1869-1922), Gustave II (1869-1920) en Edmond (1870-1926) in de grafkelder bijgezet. De zuidzijde van de gang wordt afgesloten door een recentere urnenmuur met 30 nissen, die geen onderdeel vormt van het rijksmonument.

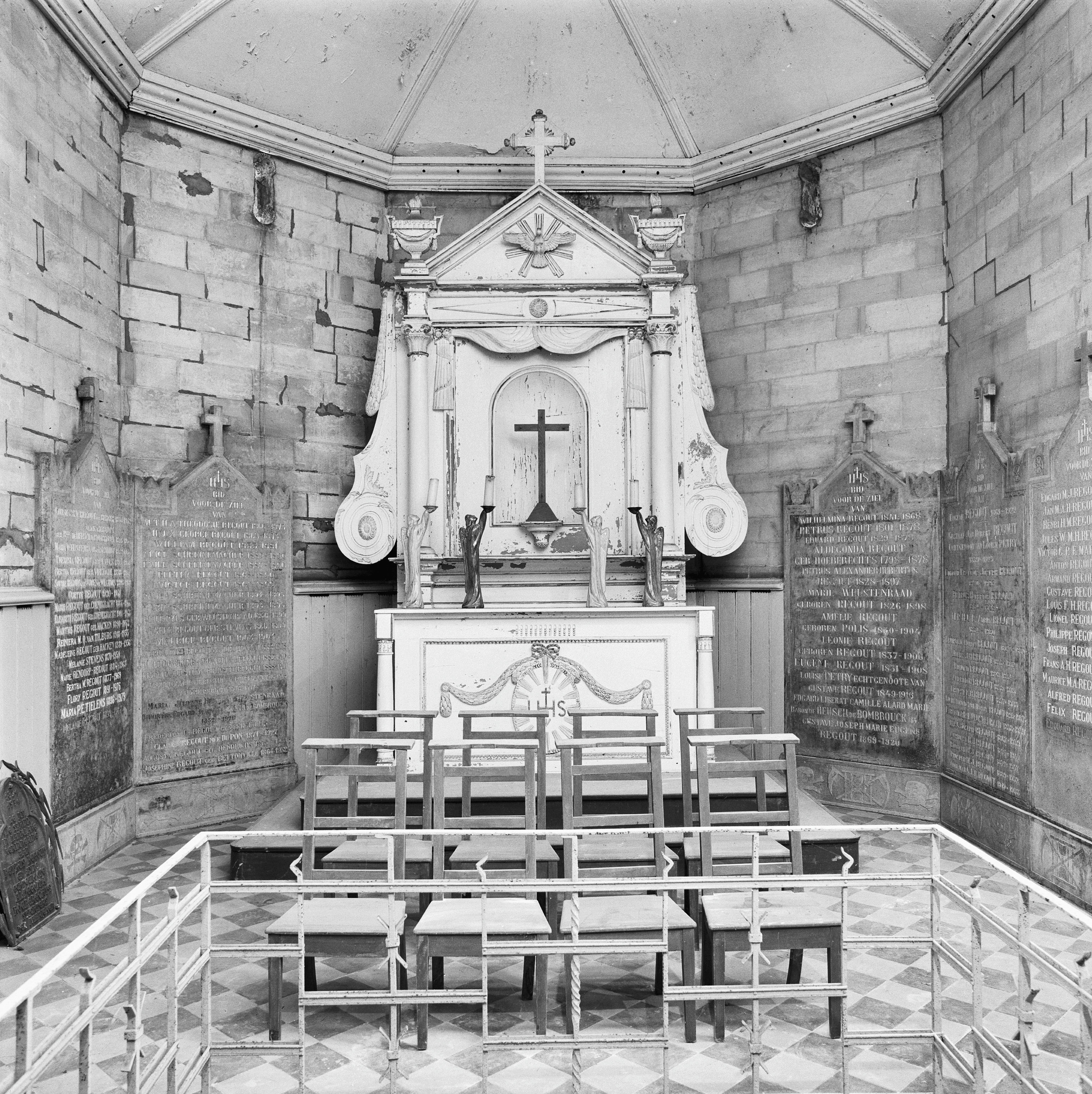
Interieur kapel
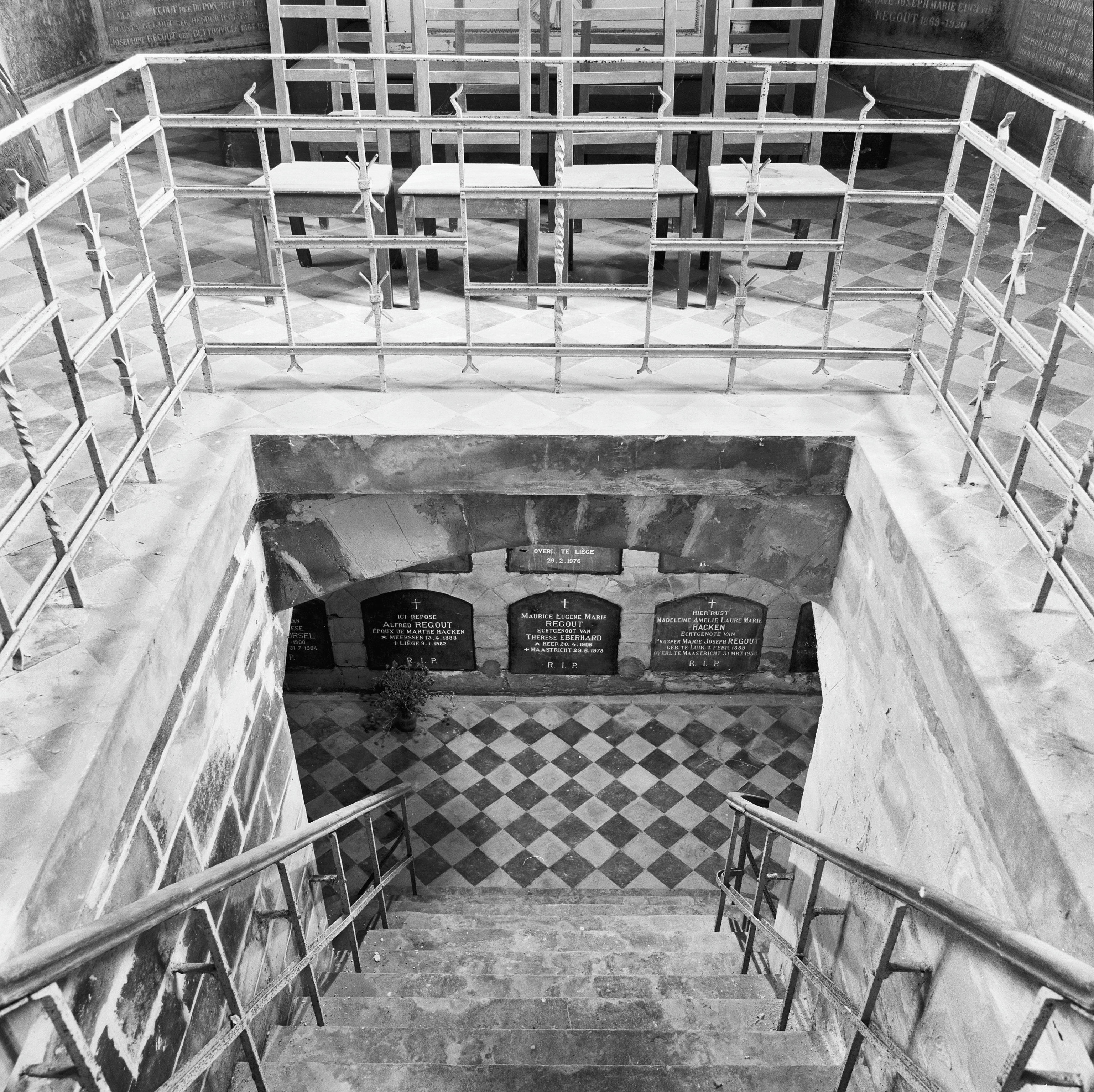
Trap naar grafkelder
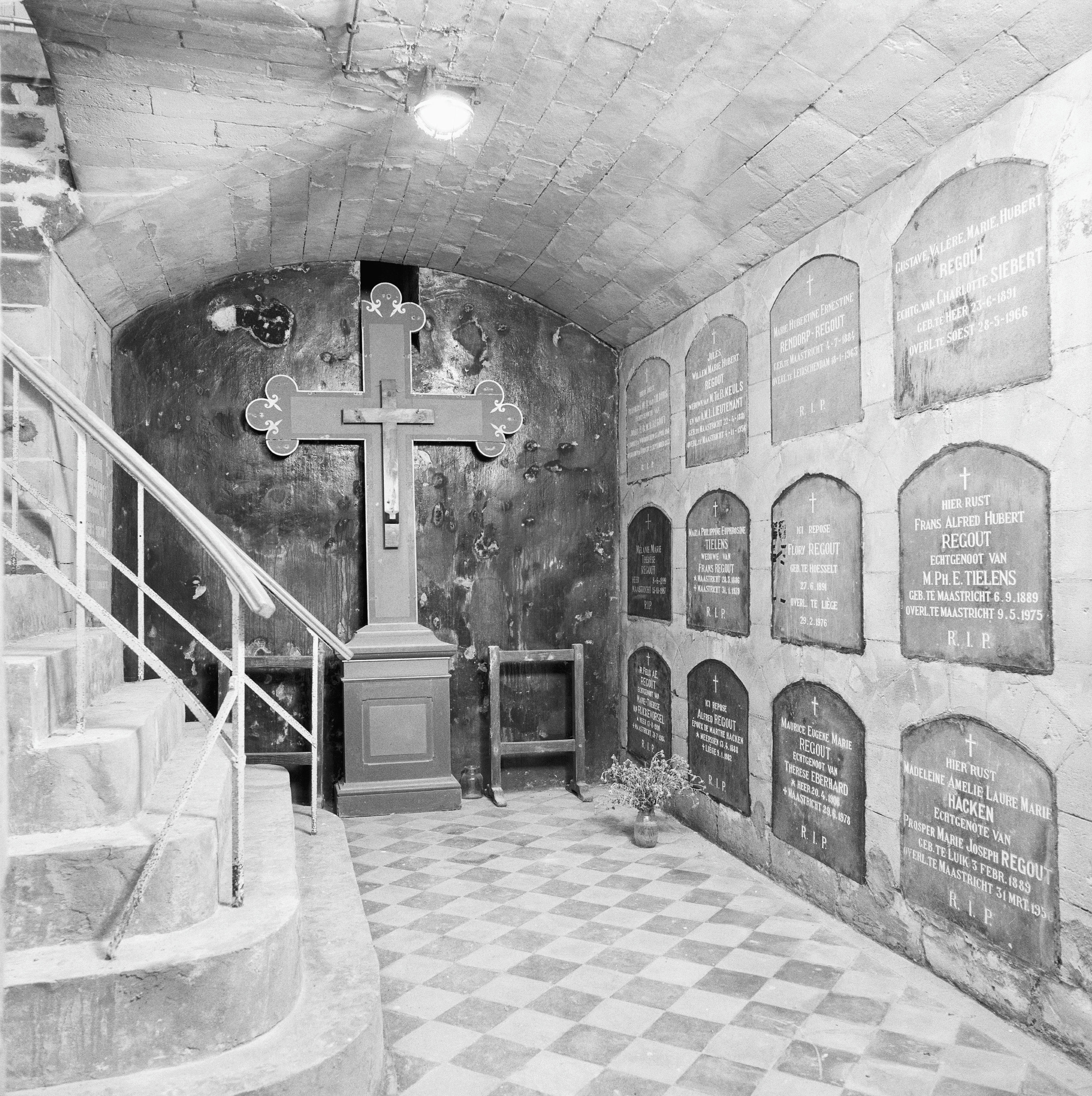
Grafkelder naar het noorden
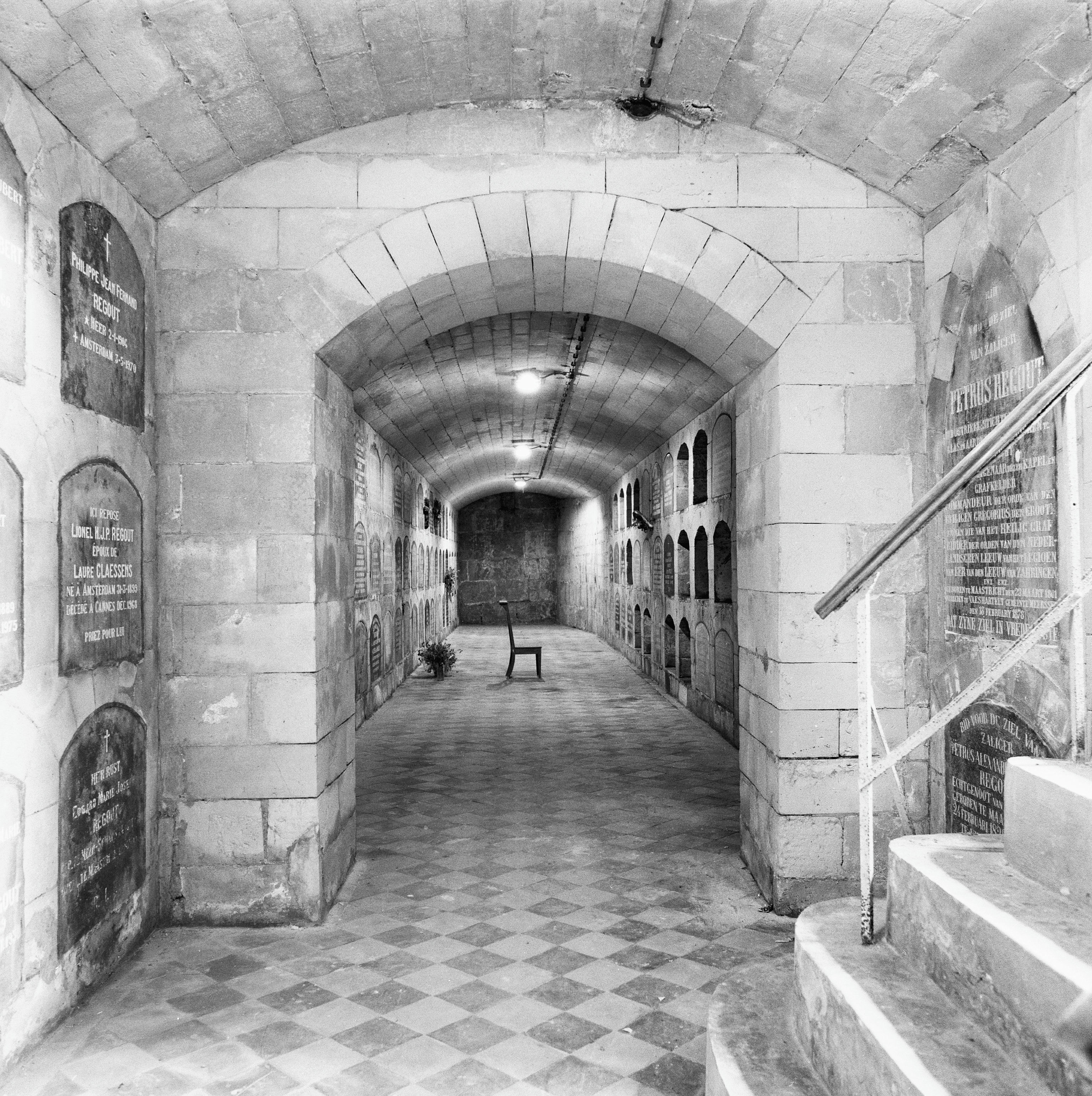
Grafkelder naar het zuiden